# Artur Żalski
Artur Żalski, właściwie Ireneusz Prożalski, ps. „Grzegorz Sadek” (ur. 11 grudnia 1930 w Poznaniu, zm. 1 kwietnia 2024 w Warszawie – pochowany 11 kwietnia 2024 roku na cmentarzu Powązkowskim) – polski pianista, kompozytor, aranżer, dyrygent. Absolwent Państwowej Wyższej Szkoły Muzycznej w Poznaniu w klasie fortepianu Gertrudy Konatkowskiej i Zygmunta Lisickiego. Były członek Związku Polskich Autorów i Kompozytorów ZAKR.

## Nagrody[4]
- 1965: II nagroda w konkursie na piosenkę o ziemiach zachodnich – Łagowski nokturn
- 1969: Nagroda w konkursie Polskiego Radia za piosenkę Zielone dni
- 1969: Nagroda specjalna na Festiwalu Piosenki Żołnierskiej w Kołobrzegu za piosenkę A tu żniwa
- Nagroda Towarzystwa Przyjaciół Opola na VIII Krajowym Festiwalu Piosenki Polskiej w Opole za piosenkę Chlebem i solą
- 1970: II nagroda zdobyta w konkursie Związku Autorów Polskich i Kompozytorów ZAKR za piosenkę Twoje miasto
- 1978: Nagroda za muzykę w konkursie festiwalu Hawana '78 za piosenkę Hawana i festiwal

## Twórczość[4]
- Autor muzyki do piosenek, wykonywanych m.in. przez: Annę Jantar, Waldemara Koconia, Reginę Pisarek, Joannę Rawik, Teresę Tutinas, Elżbiety Wojnowską, Irenę Woźniacką, Stefana Zacha, Kwartet Warszawski, Filipinki[3] i Wagantów. Współtworzył także kompozytorską spółkę autorską z Markiem Sewenem, działającą pod nazwą „H. Fogat” i piszącą, m.in. dla Hanki Bielickiej, Daniela Kłoska czy Portretów[6].

- Okraszał muzyką dzieła autorów tekstów piosenek, pisał także do wierszy: Kazimierza Przerwy-Tetmajera, Cypriana Kamila Norwida, Władysława Broniewskiego, Bolesława Leśmiana czy Stanisława Grochowiaka.

- Kompozytor muzyki do bajek dla dzieci, m.in.: Lisek urwisek (sł. Lech Konopiński), Jak Janek i Marianek szczęścia szukali (sł. Agnieszka Feill), O chłopcu z fujarką, królewnie i wiedźmie Bosi, Bajka o dzielnym Isztwanku (sł. Tadeusz Rzymski, właśc. Sławomir Pietrzykowski[7]), O Maciusiu, który marzył by w pożarnej służyć straży, Szczęśliwa lokomotywa, Żołnierskie przygody Tomaszka Pogody, Wiosna radosna – (sł. Piotr Łosowski).

- Autor instrumentalnych utworów tanecznych i rozrywkowych oraz ilustracji muzycznych do filmów dokumentalnych i programów telewizyjnych, a także kompozycji spod znaku muzyki symfonicznej i kameralnej, m.in. oratorium zatytułowane Sine ira et studio (libretto Kazimierz Szemioth) – na orkiestrę, chór, sopran, alt, tenor i bas solo, kwartetu smyczkowego i koncertu na wiolonczelę.

## Publikacje[8]
- Koliberek: mambo-moderato (Wydawnictwa Artystyczne i Filmowe, 1966)
- Łagowski nokturn (Wydawnictwa Artystyczne i Filmowe, 1966)
- Klonowy listek: foxtrot (Wydawnictwa Artystyczne i Filmowe, 1967)
- Od jutra wszystko się zmieni: cha-cha (Wydawnictwa Artystyczne i Filmowe, 1967)
- Zielone dni: beguine (Wydawnictwa Artystyczne i Filmowe, 1968)
- Gdzie jest miłość: beguine (Wydawnictwa Artystyczne i Filmowe, 1969)
- Gdzie jest ten czas: beguine (Wydawnictwa Artystyczne i Filmowe, 1970)
- Dla Lili (Wydawnictwo Muzyczne Agencji Autorskiej, 1980)
- Fioletowa noc (Wydawnictwo Muzyczne Agencji Autorskiej, 1981)
- Czarny Alibaba (Wydawnictwo Muzyczne Agencji Autorskiej, 1988)
- Jarema Stępowski: piosenki, teksty (Polskie Wydawnictwo Muzyczne, 1971)
- Małomówny Bill (Wydawnictwo Muzyczne Agencji Autorskiej, 1977)
- Wystarczy kilka słów (Wydawnictwo Muzyczne Agencji Autorskiej, 1978)
- Zaproś mnie do tanga (Wydawnictwo Muzyczne Agencji Autorskiej, 1978)
- Romeo (Wydawnictwo Muzyczne Agencji Autorskiej, 1982)
- Złoty jeż (Wydawnictwo Muzyczne Agencji Autorskiej, 1982)
- Na frasunek (Wydawnictwo Muzyczne Agencji Autorskiej, 1983)
- To wszystko Ci dam (Wydawnictwo Muzyczne Agencji Autorskiej, 1986)